# Josia ena
Josia ena är en fjärilsart som beskrevs av Jean Baptiste Boisduval 1870. Josia ena ingår i släktet Josia och familjen tandspinnare. Inga underarter finns listade i Catalogue of Life.